# Garcia I Centul
Garcia I Centul fou un comte de Gascunya fins a la seva mort el 819, fill probable de Centul, que al seu torn era fill segurament de Llop II. Va donar suport a la revolta del seu germà Llop III Centul vers 817 quan el ducat de Gascunya romania vacant després de la mort de Sanç I Llop el 816. Aprofitant que Pipí I d'Aquitània primer no havia estat coronat, i després estava absent, els dos germans, amb el suport de molts nobles vascons, es van revoltar i Llop III es va erigir en duc. Pipí va enviar contra els rebels (818) als comtes Berenguer de Tolosa i Guerí d'Alvèrnia. Llop III els va presentar batalla (potser al començament del 819) però fou derrotat i va haver de fugir sent capturat poc després; en la batalla va morir Garcia I Centul.